# 테일즈 링
테일즈 링(일본어: テイルズリング)은 남코(현재의 반다이 남코 게임즈)의 컴퓨터 RPG 〈테일즈 오브 시리즈〉의 최신 정보나 드라마 CD정보 등을 다루는 라디오 프로그램이다. 방송 시기는 부정기적이며, 사전에 공식 홈페이지인 〈테일즈 채널〉을 통해 예고를 한다.
진행자는, 게임에 출연한 성우가 맡는다. 게스트도 마찬가지이지만, 〈테일즈 링(가) 〉에서는 게임에 출연하지 않은 성우가 출연하기도 하였다.

## 방송 목록

### 라디오 《테일즈 오브 데스티니》
- 방송 사이트: TBS 라디오
- 방송 기간: 1998년 10월 ~ 1999년 3월
- 진행자: 세키 토모카즈(스탄 엘론 역), 이마이 유카(루티 커틀렛)

### 테일즈 링 D・P
- 방송 사이트: TBS 라디오
- 방송 기간: 1999년 4월 ~ 1999년 10월
- 진행자: 세키 토모카즈, 이마이 유카

### 테일즈 링 이터니아
- 방송 사이트: TBS 라디오
- 방송 기간: 2000년 7월 4일 ~ 2000년 12월 24일
- 진행자: 미나구치 유코(파라 엘스테드 역), 미나미 오미(메르디)

### 테일즈 링
- 방송 사이트: 분카 방송
- 방송 기간: 2000년 7월 4일 ~ 2000년 12월 24일
- 진행자: 미나구치 유코, 미나미 오미, 카키하라 테츠야(라디오 드라마 나레이션)

### 테일즈 링 플러스(가)
- 방송 사이트: 애니메이트 TV
- 방송 기간: 2003년 1월 23일 ~ 2003년 7월 31일
- 진행자: 미나구치 유코, 미나미 오미

### 테일즈 링
- 방송 사이트: 애니메이트 TV
- 방송 기간: 2004년 5월 20일 ~ 2004년 7월 29일
- 진행자: 코니시 카즈유키(로이드 어빙 역)
- 게스트: 오노사카 마사야(제로스 와일더 역), 요시미츠 마코토(프로듀서)

### 테일즈 링 리버스
- 방송 사이트: 애니메이트 TV
- 방송 기간: 2005년 11월 24일 ~ 2006년 9월 1일
- 진행자: 히야마 노부유키(베이그 륭벨 역)
- 게스트: 와타나베 아케노(마오 역), 요시미츠 마코토

### 테일즈 링 디 어비스
- 방송 사이트: 애니메이트 TV
- 방송 기간: 2006년 9월 7일 ~ 2007년 5월 24일
- 진행자: 스즈키 치히로(루크 폰 파브레/애쉬 역)
- 게스트: 유카나(티아 그란츠 역), 나카타 죠지(반 그란츠 역), 모모이 하루코(아니스 타트린 역), 마츠모토 야스노리(가이 세실 역), 네야 미치코(나탈리아 루츠 킴라스카 란발디아 역), 요시미츠 마코토, 코야스 타케히토(제이드 커티스 역)

### 테일즈 링 심포니아
- 방송 사이트: 애니메이트 TV
- 방송 기간: 2007년 8월 10일 ~ 2008년 1월 10일
- 방송 주기:격주 목요일
- 방송 회수: 총 8 회
- 방송 형식: 인터넷 스트리밍
- 진행자: 코니시 카즈유키(로이드 어빙 역)
- 게스트: 오카무라 아케미(후지바야시 시이나 역), 오노사카 마사야, 오리카사 아이(시니어스 세이지 역)

### 테일즈 링 베스페리아
- 방송 사이트: 애니메이트 TV
- 방송 기간: 2009년 6월 25일 ~
- 방송 주기: 매월 마지막 주 목요일
- 방송 형식: 인터넷 스트리밍
- 진행자: 나카하라 마이(에스텔 역)
- 게스트: 토리우미 코스케(유리 로웰 역), 모리나가 리카(리타 몰디오 역), 와타나베 쿠미코(카롤 카펠 역), 히시카와 아야(쥬디스 역), 타케모토 에이지(레이븐 역), 미야노 마모루(플렌 시포 역) 사이토 치와(패티 플레르 역)